# Harbor
Harbor és una concentració de població designada pel cens del Comtat de Curry l'estat d'Oregon (EUA).

## Demografia
Segons el cens dels Estats Units del 2000 Harbor tenia 2.622 habitants, 1.333 habitatges, i 798 famílies. La densitat de població era de 541,4 habitants per km².
Dels 1.333 habitatges en un 11% hi vivien nens de menys de 18 anys, en un 52,6% hi vivien parelles casades, en un 5,6% dones solteres, i en un 40,1% no eren unitats familiars. En el 34,4% dels habitatges hi vivien persones soles el 18,6% de les quals corresponia a persones de 65 anys o més que vivien soles. El nombre mitjà de persones vivint en cada habitatge era d'1,93 i el nombre mitjà de persones que vivien en cada família era de 2,41.
Per edats la població es repartia de la següent manera: un 11,5% tenia menys de 18 anys, un 4,1% entre 18 i 24, un 15% entre 25 i 44, un 28,5% de 45 a 60 i un 40,9% 65 anys o més.
L'edat mediana era de 60 anys. Per cada 100 dones de 18 o més anys hi havia 96 homes.
La renda mediana per habitatge era de 22.829 $ i la renda mediana per família de 30.171 $. Els homes tenien una renda mediana de 23.295 $ mentre que les dones 21.692 $. La renda per capita de la població era de 16.318 $. Aproximadament l'11,1% de les famílies i el 14,8% de la població estaven per davall del llindar de pobresa.

## Poblacions properes
El següent diagrama mostra les poblacions més properes.